# Kraft Schepke
Kraft Schepke (født 3. marts 1934 i Königsberg, død 12. november 2023) var en tysk roer, olympisk guldvinder og tredobbelt europamester.
Kraft Schepke og hans bror Frank Schepke blev grebet af rosporten, mens de studerede på universitet i Kiel, og de stillede op for den lokale klub ATV Ditmarsia, der på den tid samarbejdede tæt med Ratzeburger RC. Schepke-brødrene kom i den forbindelse med i samarbejdets otter, der blev vesttyske og europæiske mestre i 1959. Brødrene Schepke var desuden med til at blive vesttyske mestre i 1960 i både firer uden styrmand og firer med styrmand.
Ved OL 1960 i Rom blev kræfterne koncentreret om otteren, hvor brødrene igen kom med. Her var USA storfavoritter, idet de havde vundet samtlige de olympiske finaler, de havde deltaget i indtil da. Tyskernes EM-vindere fra 1959 var blandt de både, der blev set som mulige konkurrenter til OL-titlen, og tyskerne mødte op med et nyt åredesign. I indledende heat vandt de da også sikkert, hvorpå de vandt finalen i ny olympisk rekord foran Canada og Tjekkoslovakiet, mens USA meget overraskenede måtte nøjes med en femteplads. Besætningen bestod foruden brødrene Schpeke af af Manfred Rulffs, Klaus Bittner, Karl-Heinrich von Groddeck, Karl-Heinz Hopp, Walter Schröder, Hans Lenk og styrmand Willi Padge. Schepke modtog både i 1959 og 1960 sammen med resten af otterbesætningen Vesttysklands fineste sportspris, Silbernes Lorbeerblatt.
I 1961 var han tilbage i en ren Kiel-firer med styrmand. Denne båd vandt både det vesttyske mesterskab og EM dette år.
Han indstillede sin rokarriere efter sæsonen 1961 og arbejdede senere for Landessportbund Niedersachsen.

## OL-medaljer
- 1960:  Guld i otter